# محله الشعله
الشعله (به عربی: الشعلة) یکی از محله‌های غربی شهر بغداد می‌باشد.
مهم‌ترین منطقه‌ها در محله الشعله:
- خیابان المشروع
- خیابان الوسطانی
- خیابان غربی
- خیابان ۶۰
- پل الشعب با نام پیشین پل البعث
- پل الغزالیه